# Aqueduto de Segóvia
Aqueduto de Segóvia é um aqueduto romano e um dos monumentos antigos mais importantes e melhores preservados deixados na Península Ibérica pela civilização romana. Ele está localizado na Espanha e é o símbolo mais importante de Segóvia, como evidenciado por sua presença no brasão de armas da cidade.
Como o aqueduto carece de uma inscrição legível (uma foi aparentemente localizada no subsolo da estrutura), na data de construção não pode ser definitivamente determinado. A data geral de construção do aqueduto foi por muito tempo um mistério embora acredita-se que tenha sido durante o século I dC, durante os reinados dos imperadores Domiciano, Nerva e Trajano. No final do século XX, Géza Alföldy decifrou o texto na placa dedicatória estudando as âncoras que seguravam as letras de bronze que ficavam na estrutura. Ele determinou que o imperador Domiciano (81-96) ordenou a sua construção. Al Monún de Toledo derrubou parte do aqueduto em 1072, mas os Reis Católicos, no século XV, promoveram a restauração da obra. Segundo o arqueólogo Ernesto Quintana toda a estrutura do aqueduto está apenas suportada pelo próprio peso das pedras.
O aqueduto é o mais importante marco arquitetônico da cidade. Ele foi mantido em funcionamento ao longo dos séculos e preservado em excelente condição. Forneceu água para Segovia até meados do século XIX. Por causa da deterioração diferencial de blocos de pedra, vazamentos de água a partir do viaduto superior e da poluição, que causou a deterioração da alvenaria de granito, o monumento foi listado no World Monuments Fund (WMF). Ao contrário da crença popular, vibrações causadas pelo tráfego que costumavam passar sob os arcos não afetaram o aqueduto, devido à sua grande massa. A WMF, ao lado do governo espanhol, do governo regional de Castilla y León e de outros instituições locais para colaborar na execução do projeto de revitalização, tendo prestado assistência através da empresa global de serviços financeiros American Express.